# Artigliere (1907)
«Артільєре» (італ. Artigliere) — ескадрений міноносець ВМС Італії типу «Сольдато» часів Першої світової війни.

## Історія створення
Корабель був закладений 24 липня 1905 року на верфі «Ansaldo» в Генуї. Спущений на воду 18 січня 1907 року, вступив у стрій 26 серпня 1907 року.

## Історія служби
30 грудня 1908 року «Артільєре» разом із однотипним есмінцем «Берсальєре» і лінкором «Вітторіо Еммануеле» прибув до Мессіни, де взяв участь у рятувальних роботах після Мессінського землетрусу 28 грудня 1908 року
Есмінець «Артільєре» брав участь в італійсько-турецькій війні. 29-30 вересня 1911 року він взяв участь у бою біля Превези, під час якого було потоплено 3 турецькі міноносці і захоплений один допоміжний крейсер.
5 жовтня 1911 року «Артільєре» проник в бухту Шенджина в Албанії і обстріляв турецькі укріплення. Ця акція визвала дипломатичний скандал з Австро-Угорщиною, яка не хотіла, щоб бойові дії відбувались в Адріатичному морі біля її кордонів.
У січні 1912 року «Артільєре» був переведений в Червоне море, де 7 січня разом з бронепалубним крейсером «П'ємонте» та есмінцем «Гарібальдіно» взяв участь в бою в затоці Кунфіда, в якому були потоплені 7 турецьких канонерських човнів і захоплена одна озброєна яхта.
Після вступу Італії у Першу світову війну «Артільєре» був включений до складу III ескадри есмінців (разом з однотипними «Берсальєре», «Ланчере», «Кораццьєре» і «Гарібальдіно»), яка базувалась у Бриндізіi.
29 травня есмінці «Артільєре», «Альпіно», «Понтьєре», «Кораццьєре», «Ланчере», «Берсальєре» і «Гарібальдіно» обстріляли хімічний завод «Adria-Werke» в Монфальконе, який виробляв хімічну зброю. 7 червня операція була здійснена ще раз.
У 1921 році «Артільєре» був перекласифікований у міноносець. 14 червня 1923 року він був виключений зі складу флоту і зданий на злам.